# حمية بورتفوليو
حمية بورتفوليو (بالإنجليزية: Portfolio diet)‏هي نظام غذائي نباتي ابتكره الباحث الكندي ديفيد جيكنز في عام 2003 لخفض نسبة الكوليسترول في الدم. ويركز هذا النظام الغذائي على استخدام مجموعة من الأطعمة أو المكونات الغذائية كالألياف اللزجة ، بروتين الصويا ، و الأغذية التي تحتوي على الستيرول النباتي، مثل نخالة القمح والفول السوداني والزيوت النباتية (كالذرة والسمسم والكانولا وزيت الزيتون و زيت اللوز و ززيت الأركان).